# لينا ويلسون
لينا ويلسون (بالإنجليزية: Lena Wilson)‏ هي موسيقية ومغنية أمريكية، ولدت في 1898 في تشارلوت في الولايات المتحدة، وتوفيت في 1939.

## وصلات خارجية
- لينا ويلسون على موقع ميوزك برينز (الإنجليزية)
- لينا ويلسون على موقع أول ميوزيك (الإنجليزية)
- لينا ويلسون على موقع ديسكوغز (الإنجليزية)